# Curtitoma niigataensis
Curtitoma niigataensis is een slakkensoort uit de familie van de Mangeliidae. De wetenschappelijke naam van de soort is voor het eerst geldig gepubliceerd in 1992 door Bogdanov & Ito.